# Miss Distrito Federal 2017
Miss Distrito Federal 2017 foi a 56ª edição do tradicional concurso de beleza feminina de Miss Distrito Federal, válido para a disputa de Miss Brasil 2017, único caminho para o Miss Universo. Foi a primeira vez em dez (10) anos que o concurso não teve a coordenação do cabeleireiro e empresário Clóves Nunes, que faleceu ano passado. A competição teve a presença de dez (10) candidatas representantes suas respectivas regiões administrativas, com a final no dia 6 de julho. A campeã recebeu a faixa e a coroa da vencedora do ano anterior, Sarah Souza.

## Resultados

### Colocações
| Posição    | Representação e Candidata                             |
| Vencedora  | - Asa Norte - Stéphane Dias                           |
| 2º. Lugar  | - Park Way - Bianca Santos                            |
| 3º. Lugar  | - Asa Sul - Rosa Carvalho                             |
| Finalistas | - Guará - Nathália Viana - Samambaia - Kamila Kapassi |

## Representação e Candidata
Disputaram o título este ano:
- Águas Claras - Daniela Oliveira[nota 1]

- Asa Norte - Stéphane Dias

- Asa Sul - Rosa Carvalho

- Guará - Nathália Cristina Viana

- Lago Sul - Fernanda Lorrany

- Park Way - Bianca Santos

- Recanto das Emas - Mishele Santana

- Riacho Fundo II - Amanda Farias

- Samambaia - Kamila Kapassi

- Vicente Pires - Danyelle Lopez

## Crossovers
Candidatas em outros concursos:

### Estadual
Miss Distrito Federal
- 2016: Guará - Nathália Viana (3º. lugar)
  - (representando a região administrativa de Vicente Pires)
- 2016: Asa Sul - Rosa Carvalho
  - (representando a região administrativa de Riacho Fundo II)